# 岩葶苈
岩葶苈（学名：Draba granitica）为十字花科葶苈属下的一个种。

## 扩展阅读
- 維基物種上的相關：岩葶苈